# Пятая графа

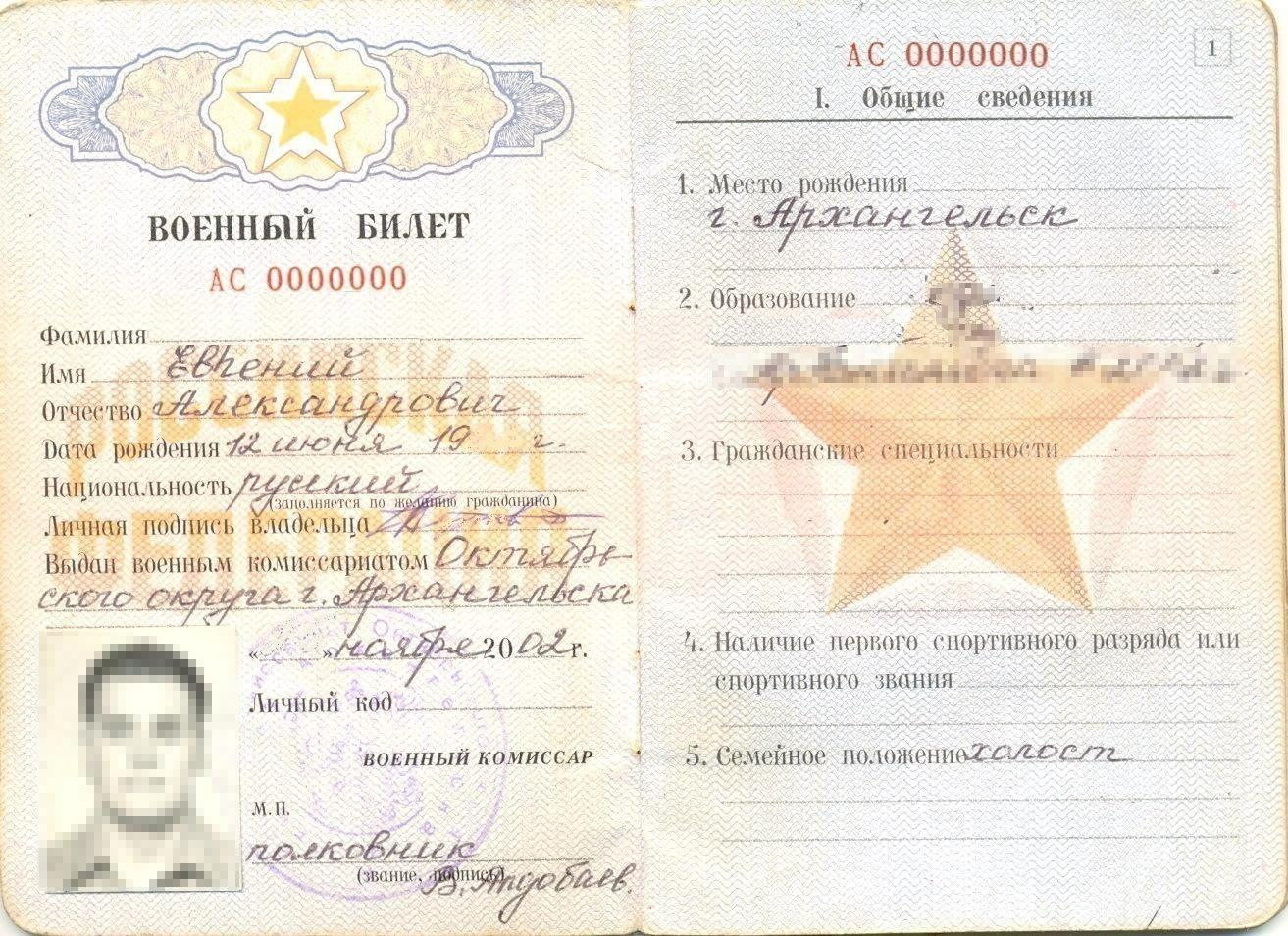
Военный билет (выдан в 2002 году) с указанием национальности в пятой графе (на левой странице).

Пя́тая графа́, или пятый пункт, — выражение, употребляемое в переносном смысле, означающее указание в документах национальности как факта принадлежности к определённой этнической общности.

## В СССР
В СССР графа номер 5 для указания национальности была в формуляре Личного листка по учёту кадров паспортных органов МВД СССР (а не в паспорте, как часто ошибочно считается), на основании которого оформлялся паспорт; а также в таких же листках отделов и управлений кадров всех государственных организаций.
В Советском Союзе указание национальности в паспорте и других удостоверяющих личность документах носило обязательный характер. Национальность гражданина записывалась в эту графу на основании национальности родителей (или одного из них). Если их национальность была разная, то в соответствии с Постановлением СМ СССР «О паспортной системе в СССР» от 28 августа 1974 года гражданин имел право выбирать национальность отца или матери при получении им первого паспорта по достижении 16-летнего возраста. После этого он менять национальность права не имел. У лиц до 16 лет национальность определялась (при необходимости), как правило, по отцу.
При этом человек мог определять свою национальную принадлежность только из числа официально признанных народов, проживавших на территории СССР, согласно Списку национальностей СССР, который впервые был составлен в 1924—1926 годах.
Зачастую, если национальность одного из родителей была «проблемной» (например, еврей, немец, крымский татарин и др.), человек выбирал себе национальность другого родителя, более приемлемую (русский, украинец, белорус и т. п.).
Если в сталинском СССР «национальная политика» доходила до репрессий по национальному признаку или депортации целых народов, то в послесталинское время наличие в документах графы «национальность» позволяло государству негласно и неофициально проводить в жизнь «мягкие формы» дискриминации и ограничения целых этносов в гражданских правах. Это касалось в первую очередь таких сфер жизни, как право на проживание на определённых территориях СССР, право на профессию, образование и место работы. Если на территориях отдельных национальных республик дискриминациям могли подвергаться местные меньшинства (нетитульные народы в национальных республиках), то на всей территории СССР постоянному негласному притеснению подвергались представители таких народов, как евреи, немцы, крымские татары, греки, турки-месхетинцы и др. — в части приёма на работу, поступления в вузы, в аспирантуру, карьерного продвижения и занятия руководящих должностей, присуждений государственных наград и почётных званий, членства в государственных органах управления и советских представительских организациях, поездок за границу и т. п. Отсюда пошло ироническое выражение «инвалид пятой группы», означавшее человека, имеющего «неподходящую» национальность.

## В наше время
В большинстве стран мира созвучный термин (например, англ. nationality) означает не национальность (принадлежность к этнической группе), а гражданство. Для обозначения этнического происхождения употребляются термины этничность (англ. ethnicity), этническая личность, этническая принадлежность; в паспортах это не указывается.

### В Российской Федерации
По определению Конституционного суда РФ, «национальность не может иметь юридического значения для статуса гражданина. Согласно Конституции, гражданство РФ является единым и не зависит от оснований его приобретения». Несмотря на это, наличие у человека «неподходящей» национальности может стать источником неприятностей и в наше время.
Отмена в 1990-е годы упоминания национальности в паспорте в Российской Федерации, а затем её введение, но уже в необязательном порядке, вызывает бурные политические дискуссии. При этом графа «национальность» (родителей) существует в свидетельстве о рождении, которая заполняется по желанию родителей ребёнка, а также в свидетельстве о браке и свидетельстве о перемене имени. Графа «национальность» до сих пор существует в военном билете, правда, её не заполняют.
Проблема гораздо шире, чем наличие либо отсутствие отметки в паспорте и рассматривается в контексте роста межнациональной напряжённости. Например, Московская Городская Дума предложила поправки в «Закон о СМИ» с запретом упоминания национальности преступников и их жертв.
В настоящее время в России право граждан определять свою этническую принадлежность (национальность) самостоятельно и произвольно привело к любопытному явлению: во время переписи населения люди сообщали о своей принадлежности к народам, существование которых как отдельных наций под вопросом (к примеру, казаки, поморы), либо вообще к несуществующим (хоббиты, эльфы и пр.).
В итоге приказом Росстата от 27.01.2010 г. № 74 был утверждён «Алфавитный перечень возможных вариантов ответов населения … Всероссийской переписи населения 2010 года» (в опросном листе национальность — пункт № 7). Значительно увеличившийся список ограничен 1840 национальностями, среди которых, в частности, представлены «помесь», «советские», «человек земли», «человек мира», «иностранцы», «интернационалисты» и «жители вселенной», а также «кацапы», «хохлы», «бульбаши», «чухонцы», «чалдоны», «фараоны» и «скобари».
2 августа 2021 года МВД России сообщило, что не прорабатывает возвращение графы «национальность» в российский паспорт. «В настоящее время проект нормативного правового акта, направленный на включение в паспорт графы „национальность“, в МВД России не разрабатывается»,— сказали в пресс-центре МВД.

### На Украине
На Украине национальность указывалась в свидетельстве о рождении, но с 2002 года в данном документе имеются лишь две графы — для указания гражданства родителей. В паспорте такая графа не предусмотрена. Таким образом, лицо не имеет никакой возможности как-то декларировать свою национальность, даже по желанию. Возникавшие время от времени предложения о её возвращении в паспорт вызывали неоднозначную реакцию. Статья 24 Конституции Украины гласит, что «Граждане Украины имеют равные конституционные права и свободы и являются равными перед законом. Не может быть привилегий или ограничений по признакам расы, цвета кожи, политических, религиозных и других убеждений, пола, национального и социального происхождения, имущественного положения, места проживания, по языковым либо другим признакам», делая графу о национальности неконституционной.

### В Казахстане
Национальность в Казахстане указывается по желанию владельца в паспорте гражданина Республики Казахстан, удостоверении личности гражданина Республики Казахстан, дипломатическом паспорте и служебном паспорте Республики Казахстан. В свидетельстве о рождении указываются национальности родителей.

### В Латвии
В Латвии в паспорте указывается национальность. По желанию, однако, можно в паспорте «пятую графу» не указывать или изменить.

### В Китае
В Китае в удостоверении личности обязательно указывается одна из 56 официально признанных в стране национальностей. Выбирать национальность по собственному желанию запрещено, национальность указывается та, которую имеет один из родителей. Натурализованные иностранцы могут иметь и национальность, не входящую в официальный список.

### В Узбекистане
В паспорте гражданина Узбекистана указание национальности является обязательным, наряду с гражданством. В процессе оформления паспорта или проездного документа национальность ребенка определяется по национальности родителей. Если же родители принадлежат к разным национальностям, то при выдаче паспорта или проездного документа национальность гражданина или лица без гражданства записывается по национальности отца или матери в зависимости от желания получателя паспорта или проездного документа.

## Другие значения
- В советских паспортах образца 1953—1973 гг. пятым пунктом шло социальное положение (а национальность — третьим).
- Идиома «пятый пункт» («пятая графа») часто употреблялась для обозначения конкретно еврейской национальности.